# Varqestān
Varqestān (persiska: ورقستان) är en ort i Iran.   Den ligger i provinsen Hamadan, i den nordvästra delen av landet, 220 km väster om huvudstaden Teheran. Varqestān ligger 1 853 meter över havet och antalet invånare är 977.
Terrängen runt Varqestān är platt åt nordost, men åt sydväst är den kuperad. Runt Varqestān är det ganska glesbefolkat, med 47 invånare per kvadratkilometer. Närmaste större samhälle är Razan, 2,5 km öster om Varqestān. Trakten runt Varqestān består i huvudsak av gräsmarker.